# CANNONBALL RUNNING
『CANNONBALL RUNNING』（キャノンボール・ランニング）は、水樹奈々の13枚目のオリジナルアルバム。2019年12月11日にKING AMUSEMENT CREATIVEから発売された。

## 概要
前作『NEOGENE CREATION』から3年ぶりのリリースとなるオリジナルアルバム。
「CANNONBALL RUNNING」というタイトルは、「弾丸のように駆け抜けてきた」という自分自身を表す言葉として、水樹自らが選んだ。2020年に歌手デビュー20周年を迎えるにあたり、「その後も変わらず“走り続けていきたい！”」という気持ちも込められているという。

## 解説
2曲目の「カルペディエム」は、水樹曰く、アルバムにおいて毎回設定されている「変態曲枠」とのこと。作曲の上松範康に「これまでの上松さん曲にはなかった切り口の変態曲」をリクエストした結果生まれたピアノを基軸にした歌謡ロックとなっている。
3曲目の「Love Fight!」は、映画『ナイトメアー・ビフォア・クリスマス』のようなダークファンタジーをイメージしたダンス曲。
4曲目の「DAYBREAKERS」は、bilibiliのスマートフォンゲーム『ファイナルギア -重装戦姫-』の主題歌。
5曲目の「Knock U down」はTBSテレビ『COUNT DOWN TV』の2019年12月度・2020年1月度のオープニングテーマ。
6曲目の「BLUE ROSE」はコロプラのスマートフォンゲーム『クイズRPG 魔法使いと黒猫のウィズ』内のイベント「メアレスシリーズ」のテーマ曲。
8曲目の「WHAT YOU WANT」は、Webアニメ『モンスターストライク』（第3期アーサー編）のエンディングテーマ。
9曲目の「マーガレット」は、水樹が「まさにやりたかった」というバラード曲で、『NEOGENE CREATION』収録の「絶対的幸福論」のアンサーソングとして位置づけられている。2019年3月に開催したライブ『NANA MUSIC LABORATORY 2019 ～ナナラボ～』にて自身の歌声と楽器一つのみでライブを行った経験を活かしたシンプルなアコースティックバラードとなっている。
10曲目の「METANOIA -Aufwachen Form-」はテレビアニメ『戦姫絶唱シンフォギアXV』のオープニングテーマ。本作ではロングイントロバージョンの「Aufwachen Form」（アウフヴァッフェンフォーム）として収録されている。
12曲目の「NEVER SURRENDER」は劇場版アニメ『魔法少女リリカルなのは Detonation』主題歌。
13曲目の「Light Births Shadow」は、プロデューサーの三嶋章夫が「アイドル的な要素のあるキュートな曲を入れたい」として2年前から温めていたという曲で、三嶋曰く「おじさんホイホイ曲」とのことである。
14曲目の「REBELLION」は、スクウェア・エニックスのスマートフォンゲーム『叛逆性ミリオンアーサー』の主題歌。
15曲目の「UPSETTER」は水樹自ら作詞・作曲を行った。プロデューサーの三嶋から「メジャーコードの応援ソング」という「お題」をもとに製作されたが、この曲の製作時期はラグビーワールドカップ2019の開催時期であり、曲のアイディアが降りてきたのが日本代表対南アフリカ代表戦の日であったという。
16曲目の「ALL FOR LOVE」は、2019年11月24日放送の文化放送『水樹奈々 スマイルギャング』において水樹は、この曲に出会ったのは「METANOIA」を製作している時期であったが、「デモを聴いて心をわしづかみにされた」というこの曲を「特別なときに形にしたい」として、約半年間暖める形で収録されたと語っている。
17曲目の「FINAL COMMANDER -Aufwachen Form-」は、『戦姫絶唱シンフォギアXV』第1話挿入歌および第8話劇中歌。オープニングテーマの「METANOIA」と同じくロングイントロバージョンの「Aufwachen Form」として収録されている。

## リリース
通常盤（KICS-3884）と、ブルーレイまたはDVD（DVDは2枚構成）とフォトブックが同梱される特製BOX仕様の初回限定盤（Blu-ray：KICS-93884、DVD：KICS-93885）がリリースされる。また、初回限定盤には「CANNONBALL RUNNING抽選キャンペーン」の応募用シリアルコードが封入される。あわせて各盤初回仕様にはレコチョク運営のダウンロードサービス「プレイパス」を利用できるシリアルコードが同梱されており、入力することでスマートフォン・タブレット端末にアルバム収録楽曲と初回限定盤同梱DVD/Blu-ray収録映像を無料ダウンロードすることが可能となっている
CD発売と同時にハイレゾ音源でのアルバム配信リリースも行われており、ハイレゾ版限定として「METANOIA」「FINAL COMMANDER」のオリジナル版のハイレゾ音源も追加収録されている。

## 収録内容
| #         | タイトル                             | 作詞               | 作曲                             | 編曲                           | 時間  |
| --------- | ------------------------------------ | ------------------ | -------------------------------- | ------------------------------ | ----- |
| 1.        | 「Higher Dimension」                 | 藤林聖子           | EFFY、太田雅友                   | EFFY                           | 2:33  |
| 2.        | 「カルペディエム」                   | ヨシダタクミ       | 上松範康                         | 藤永龍太郎                     | 3:45  |
| 3.        | 「Love Fight!」                      | TATSUNE            | 原一博                           | 原一博                         | 3:28  |
| 4.        | 「DAYBREAKERS」                      | 藤林聖子           | 光増ハジメ                       | 光増ハジメ、太田雅友、弦一徹   | 4:20  |
| 5.        | 「Knock U down」                     | 水樹奈々、山田竜平 | 山田竜平                         | 山田竜平                       | 4:07  |
| 6.        | 「BLUE ROSE」                        | しほり             | 福田初、kikurage、石川陽泉       | 藤間仁                         | 3:57  |
| 7.        | 「Sweet Dealer」                     | あおまふ           | 石川ゆう                         | 石川ゆう、TSUDA KEI            | 3:46  |
| 8.        | 「WHAT YOU WANT」                    | しほり             | ats-                             | ats-、清水武仁、渡辺徹         | 3:54  |
| 9.        | 「マーガレット」                     | 水樹奈々           | BOUNCEBACK                       | 日比野裕史                     | 3:33  |
| 10.       | 「METANOIA -Aufwachen Form-」        | 水樹奈々           | 上松範康                         | 藤永龍太郎                     | 5:31  |
| 11.       | 「glitch」                           | 中野領太           | 中野領太                         | 中野領太                       | 3:55  |
| 12.       | 「NEVER SURRENDER」                  | 水樹奈々           | 加藤裕介                         | 加藤裕介                       | 4:20  |
| 13.       | 「Light Births Shadow」              | 松井五郎           | ラムシーニ、小高光太郎、藤井亮太 | 小高光太郎、藤井亮太           | 3:45  |
| 14.       | 「REBELLION」                        | しほり             | 高尾奏之介                       | 加藤裕介                       | 4:49  |
| 15.       | 「UPSETTER」                         | 水樹奈々           | 水樹奈々                         | 藤間仁                         | 4:26  |
| 16.       | 「ALL FOR LOVE」                     | 岩里祐穂           | 吉木絵里子、華原大輔             | 吉木絵里子、華原大輔、前嶋康明 | 3:50  |
| 17.       | 「FINAL COMMANDER -Aufwachen Form-」 | しほり             | 上松範康                         | 菊田大介                       | 5:05  |
| 合計時間: | 合計時間:                            | 合計時間:          | 合計時間:                        | 合計時間:                      | 69:04 |

| #  | タイトル                                              | 作詞 | 作曲・編曲 |
| -- | ----------------------------------------------------- | ---- | ---------- |
| 1. | 「NANA MUSIC LABORATORY 2019 〜ナナラボ〜」           |      |            |
| 2. | 「making of NANA MUSIC LABORATORY 2019 〜ナナラボ〜」 |      |            |
| 3. | 「NANA in Melbourne」                                 |      |            |

### NANA Music Laboratory 2019 〜ナナラボ〜
2019年3月23日にひめぎんホールにて昼夜2公演で開催されたスペシャルライブ。「研究室」のコンセプトの元、バックバンド「cherry boys」のメンバーやプロデューサーの矢吹俊郎とのタイマンセッションを軸にしているほか、スペシャルゲストとして早見沙織を招いてのデュエットも披露した。本CD初回限定盤同梱DVD/BDには夜の部の模様を収録。昼の部は全国の映画館でライブビューイングも行われた。
| NANA Music Laboratory 2019 ～ナナラボ～ |                                                |                                                |
|                                         | 昼の部                                         | 夜の部                                         |
| 2019/3/23（愛媛県・ひめぎんホール）     |                                                |                                                |
| 1                                       | Rock Ride Riot （VS 坂本竜太）                 | Rock Ride Riot （VS 坂本竜太）                 |
| 2                                       | Trickster （VS 北島健二）                      | Trickster （VS 北島健二）                      |
| 3                                       | 迷宮バタフライ -diverse- （VS 門脇大輔）       | 迷宮バタフライ -diverse- （VS 門脇大輔）       |
| 4                                       | STAND UP! （VS 渡辺格）                        | STAND UP! （VS 渡辺格）                        |
| 5                                       | ミラクル☆フライト                              | ミラクル☆フライト                              |
| 6                                       | MARIA & JOKER （VS 藤陵雅裕）                  | MARIA & JOKER （VS 藤陵雅裕）                  |
| 7                                       | Mr.Bunny! （VS 松永俊弥）                      | Mr.Bunny! （VS 松永俊弥）                      |
| 8                                       | Lovely Fruit （VS 福長雅夫）                   | Lovely Fruit （VS 福長雅夫）                   |
| 9                                       | 奇跡のメロディア （VS 大平勉）                 | 奇跡のメロディア （VS 大平勉）                 |
| 10                                      | GUILTY（藤陵雅裕、松永俊弥、福長雅夫、大平勉） | GUILTY（藤陵雅裕、松永俊弥、福長雅夫、大平勉） |
| 11                                      | 少年 （VS 矢吹俊郎）                           | 少年 （VS 矢吹俊郎）                           |
| 12                                      | Heart-shaped chant （VS 早見沙織）             | Heart-shaped chant （VS 早見沙織）             |
| 13                                      | POWER GATE                                     | New Sensation                                  |
| 14                                      | ETERNAL BLAZE                                  | ETERNAL BLAZE                                  |
| E01                                     | REBELLION                                      | REBELLION                                      |
| E02                                     | JEWEL                                          | JEWEL                                          |
| E03                                     | サーチライト                                   | サーチライト                                   |

## 演奏
- EFFY：Keyboards & Programming (#1)
- 渡辺格：Guitar (#1)
- 山口寛雄：Bass (#1.5.12)
- 竹上良成：Tenor Sax (#1)
- 小澤篤士、真砂陽地：Trumpet (#1)
- 鹿討奏：Trombone (#1)
- 藤永龍太郎：Guitar, Bass, All Other Instruments, Programming (#2.10)
- shizuka：Piano (#2)
- 門脇大輔：Violin (#2.15)
- 原一博：All Instruments, Programming (#3)
- 増崎孝司：Guitar (#4.14)
- 光増ハジメ：Keyboards & Programming (#4)
- 太田雅友
  - Keyboards & Programming (#4)
  - Guitar (#13)
- 弦一徹ストリングス：Strings (#4.16)
- 石成正人：Guitar (#5)
- 吉田太郎：Drums (#5.14)
- 山田竜平：All Other Instruments, Programming (#5)
- 髭白健：Drums (#6.12)
- 須長和広：Bass (#6.15)
- 佐藤芳明：Accordion (#6)
- 遠山哲朗：Electric Guitar (#6)
- 藤間仁
  - Acoustic Guitar (#6)
  - All Other Instruments, Programming (#6.15)
- 門脇大輔ストリングス：Strings (#6)
- 菅谷真理恵：Chorus (#7)
- 小松シゲル (NONA REEVES)：Drums (#7)
- 山本隆介：Bass (#7)
- 真部裕ストリングス：Strings (#7)
- 石川ゆう：Electric Guitar, Programming (#7)
- ats-、清水武仁、渡辺徹：All Instruments (#8)
- 矢野小百合ストリングス：Strings (#9)
- 日比野裕史：Other Instruments (#9)
- Tatsuya (Crossfaith)：Drums (#10)
- Royal Tyler：Rap (#10)
- 佐々木貴之：Guitar (#11)
- 中野領太：All Other Instruments, Programming (#11)
- 福原将宣：Guitar (#12)
- 今野均ストリングス：Strings (#12.14)
- 加藤裕介：All Other Instruments, Programming (#12.14)
- 小高光太郎：Keyboards & Programming (#13)
- 室屋光一郎ストリングス：Strings (#13.17)
- 松永明日斗：Drums (#15)
- 山本陽介：Guitar (#15)
- 吉木絵里子：Piano (#16)
- 華原大輔：Guitar, Bass, Programming (#16)
- 松永俊弥：Drums (#16)
- 川渕龍成：Guitar (#17)
- 菊田大介：All Other Instruments, Programming (#17)